# Catholicisme en Amérique latine

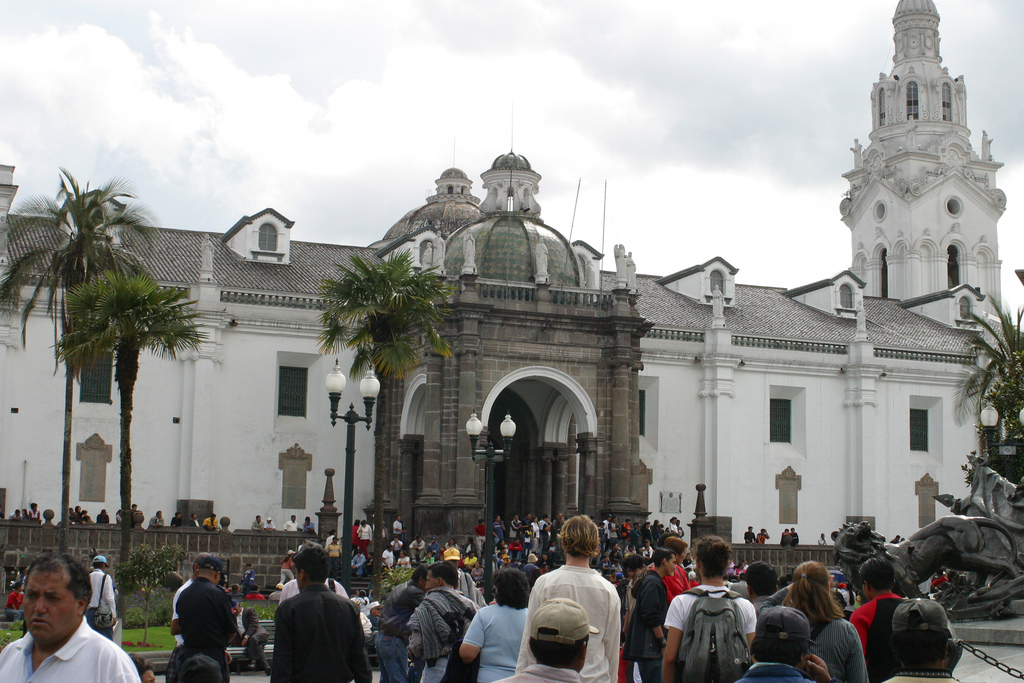
La cathédrale métropolitaine de Quito construite entre 1562 et 1567, est considérée comme la plus ancienne cathédrale d'Amérique du Sud.

 Le catholicisme en Amérique latine commence avec la colonisation espagnole des Amériques et celle des Portugais au Brésil. L'Église catholique s'efforce de christianiser les autochtones puis les esclaves africains et les protège dans une certaine mesure tout en étant un vecteur de la domination coloniale. Même si l'encadrement du clergé reste longtemps européen, le contact entre colons ibériques et peuples colonisés donne naissance à des formes de métissage culturel.
Après l’indépendance des colonies hispano-américaines, aux XIXe et XXe siècles, de nombreux régimes libéraux ont lutté pour contrôler et réduire le pouvoir et l'influence de l'Église catholique par la promulgation de lois anticléricales. Dans certains pays, la violence anticléricale a entraîné la destruction de biens de l'église et l'assassinat de prêtres et d'autres chefs religieux. Au Brésil, le passage à l'indépendance, plus pacifique, n'a pas entraîné de violences contre l'Église et l'anticléricalisme est resté marginal. 
L'Église catholique en Amérique latine a longtemps paru liée au conservatisme politique et social. Cependant, dans la seconde moitié du XXe siècle, l'avènement de la théologie de la libération a remis en cause des alliances aussi étroites entre l'Église et l'État, avec un soutien pour le changement social, politique et économique émanant de communautés chrétiennes populaires, de membres d'instituts religieux et de prêtres radicaux. Certains jésuites libéraux ont eu une influence significative sur le développement de la théologie de la libération. Toutefois, le pape Jean-Paul II et le pape Benoît XVI ont condamné le mouvement qui a suscité de vives controverses dans la communauté théologique catholique. Le pape François a adopté de nombreux éléments de la théologie de la libération, notamment le dévouement de l'Église aux pauvres et aux marginalisés. Malgré une certaine perte d'influence, en comparaison avec sa situation en Europe et dans d’autres pays occidentaux, l’Église catholique a toujours une influence considérable sur les sociétés latino-américaines.

## Colonisation espagnole et portugaise

### Deux empires catholiques

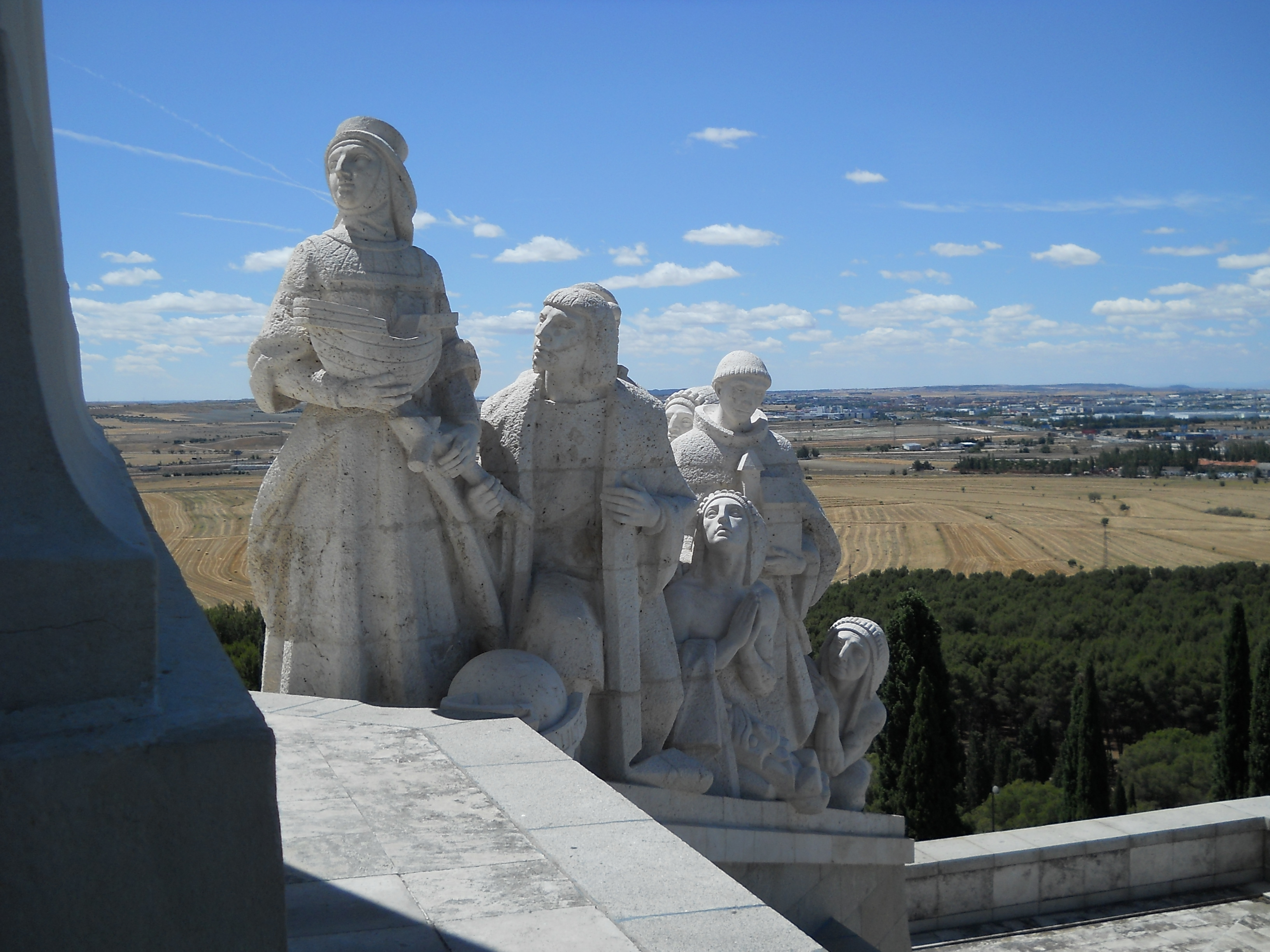
Monument à l'Espagne missionnaire au Cerro de los Angeles, Getafe (communauté de Madrid) : Isabelle la Catholique, Christophe Colomb, Hernán Cortés, le frère Junípero Serra et trois Indiens.

L'âge de la découverte a commencé avec le voyage de Christophe Colomb. en 1492. Le pape Alexandre VI, dans la bulle papale Inter caetera, a octroyé des droits coloniaux sur la plupart des terres récemment découvertes à l'Espagne et au Portugal. L'expansion du catholique Empire portugais et Empire espagnol avec un rôle important joué par l'Église catholique romaine a conduit à la christianisation des populations autochtones des Amériques comme les Aztèques et Incas. Dans le système du patronat, les nominations de personnel administratif étaient contrôlées par les autorités de l'État et aucun contact direct n'était autorisé avec le Vatican.

### Une terre de mission
Au cours de l'ère des découvertes, l'Église catholique romaine établit un certain nombre de missions dans les Amériques et dans d'autres colonies afin de propager le christianisme dans le nouveau monde et de convertir les peuples autochtones. Étendre le christianisme au continent nouvellement découvert était une priorité absolue mais aussi un élément du système de colonisation espagnol. De ce fait, les missionnaires franciscains et autres peuvent apparaître comme des avant-coureurs de l'impérialisme espagnol . Un des objectifs était de transformer l’autochtone agriculteur ou nomade en un modèle du peuple et de la société espagnols. Fondamentalement, l'objectif est l'urbanisation. Les missions y sont parvenues en «offrant des cadeaux et de la persuasion… et en préservant leurs ennemis». Cette protection constituait également une sécurité pour l’opération militaire espagnole, puisqu’il y aurait théoriquement moins de conflits si les indigènes étaient pacifiés, fonctionnant ainsi avec un autre élément du système[réf. incomplète].
Les Espagnols étaient déterminés à convertir leurs sujets américains au christianisme et à éliminer toutes les pratiques culturelles indigènes qui entraveraient cette fin. Cependant, la plupart des tentatives initiales dans ce domaine n’ont que partiellement abouti; Les groupes américains ont simplement mélangé le catholicisme avec leurs croyances traditionnelles. Les Espagnols n’ont pas imposé leur langue au même degré que leur religion. En fait, le travail missionnaire de l'Église catholique romaine en quechua, nahuatl et guarani a effectivement contribué à l'expansion de ces langues américaines, en les dotant de systèmes d'écriture.
Le Requerimiento de 1510, en relation avec l'invasion espagnole de l'Amérique du Sud, a demandé aux populations locales d'accepter la domination espagnole et de leur permettre de prêcher par des missionnaires catholiques, sous peine de guerre, d'esclavage ou de mort, sans exiger de conversion,. L'esclavage faisait partie de la culture de la population locale avant l'arrivée des conquistadors. Les missionnaires chrétiens ont fourni aux esclaves existants l'occasion d'échapper à leur situation en cherchant la protection des missions[réf. nécessaire].
En décembre 1511, le frère dominicain Antonio de Montesinos reprochait ouvertement aux autorités espagnoles qui gouvernaient Hispaniola d’avoir maltraité les indigènes américains, en leur disant que "... vous êtes dans le péché mortel... pour la cruauté et la tyrannie que vous utilisez pour traiter avec ces personnes innocentes ",,. Le roi Ferdinand promulgue les lois de Burgos et de Valladolid. L’application de la loi reste cependant laxiste et, alors que certains reprochent à l’Église de ne pas avoir fait assez pour libérer les Indiens, d’autres la considèrent comme la seule voix possible au nom des peuples autochtones. Néanmoins, les populations amérindiennes ont subi un grave déclin en raison de nouvelles maladies, introduites par inadvertance par le contact avec des Européens, qui ont créé un vide de travail dans le Nouveau Monde[réf. incomplète].
Lorsque des Européens demandent si les Indiens sont vraiment humains et dignes du baptême, le pape Paul III, dans la bulle de 1537, Sublimis Deus, répond que « leur âme était aussi immortelle que celle des Européens » et qu'ils ne doivent ni être volés ni transformés en esclaves,,. Les autochtones sont souvent définis légalement comme des enfants et les prêtres assument un rôle paternaliste, parfois assorti de châtiments corporels[réf. incomplète].
Malgré cette égalité de principe, l'Église n'accepte pas l'ordination de prêtres indiens et rend très difficile celle des candidats métis ou de naissance illégitime. Les Blancs, les Indiens et les Noirs forment des confréries séparées. Les Indiens sont confinés dans les fonctions subalternes du clergé : sacristain, acolyte, portier, etc. Les caciques et autres indigènes de confiance sont chargés de veiller à la pratique religieuse de leurs compatriotes et de dénoncer leurs manquements.

### Dominicains et franciscains

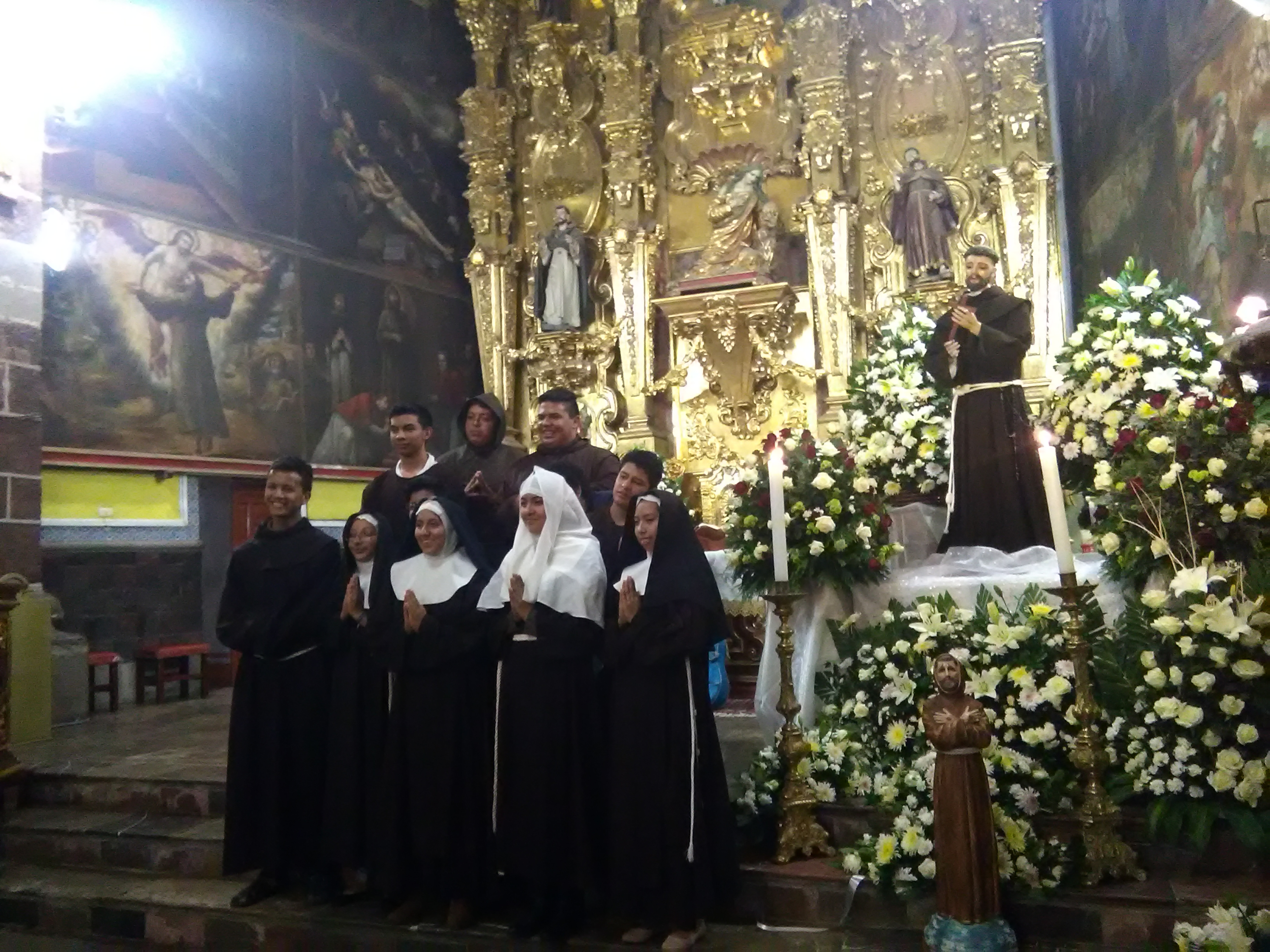
Messe de la Jeunesse franciscaine à San Martín Texmelucan (Mexique) en octobre 2017.

Les ordres mendiants, frères prêcheurs (dominicains) et frères mineurs (franciscains), sont ceux qui envoient les premières missions catholiques vers le Nouveau Monde. Le couvent San Esteban de Salamanque, où Christophe Colomb avait séjourné en 1486 et 1487, est celui qui fournit la plupart des missionnaires dominicains aux Caraïbes, au Mexique et en Amérique centrale. Les premiers sont envoyés par le cardinal Cajetan en 1507 : sur une quinzaine, quatre seulement atteignent le Nouveau Monde. En 1512, une quarantaine de dominicains, sous la conduite de Pedro de Cordoba, fondent un établissement à Hispaniola dans ce qui est aujourd'hui la République dominicaine : par la suite, Pedro de Cordoba se signalera dans la défense des droits des peuples indigènes. La première province de l'Ordre est fondée en 1530 sous le nom de Sainte-Croix des Antilles, suivie par celles de Saint-Jacques au Mexique en 1532, Saint-Jean-Baptiste au Pérou en 1539, Saint-Vincent du Chiapas et Saint-Antonin du Venezuela en 1551. La province de Saint-Jacques est également chargée des missions en Extrême-Orient par la route transpacifique. Par la suite, de nouvelles provinces sont créées en Équateur et Chili, détachés de la province du Pérou, et à Oaxaca et Puebla, détachées de celle de Mexico. Des grands couvents sont fondés dans les principales villes et des petits établissements pour l'évangélisation des campagnes.
En 1522, les premiers missionnaires franciscains arrivent au Mexique, créant des écoles, des fermes modèles et des hôpitaux. 
Les missionnaires dominicains et franciscains vont prêcher d'un village à l'autre, confiant parfois à un frère convers la gestion courante de leur paroisse. Ils doivent apprendre les langues des autochtones et se familiariser avec leur culture. Ainsi, en 1650, le chapitre de la province Saint-Jacques nomme quatre prédicateurs généraux de langue nahuatl, trois de langue zapotèque, trois pour le dialecte du nord et un pour chaque langue des Chontals, Chinantèques, Gavia et Mixtèques.
Au cours de la période coloniale, les missions s'étendent au sud-ouest de l'Amérique du Nord. Le prêtre franciscain Junípero Serra fonde une série de missions qui deviennent d'importantes institutions économiques, politiques et religieuses. Elles introduisent de nouvelles plantes cultivées, du bétail et un nouveau mode de vie aux tribus indiennes de Californie. Des routes terrestres sont établies à partir du Nouveau-Mexique, ce qui entraîne la fondation de San Francisco en 1776 et de Los Angeles en 1781. Cependant, en introduisant la civilisation occidentale dans la région, ces missions et le gouvernement espagnol ont été tenus pour responsables de l’élimination de près d’un tiers de la population autochtone, principalement par maladie.

### Jésuites

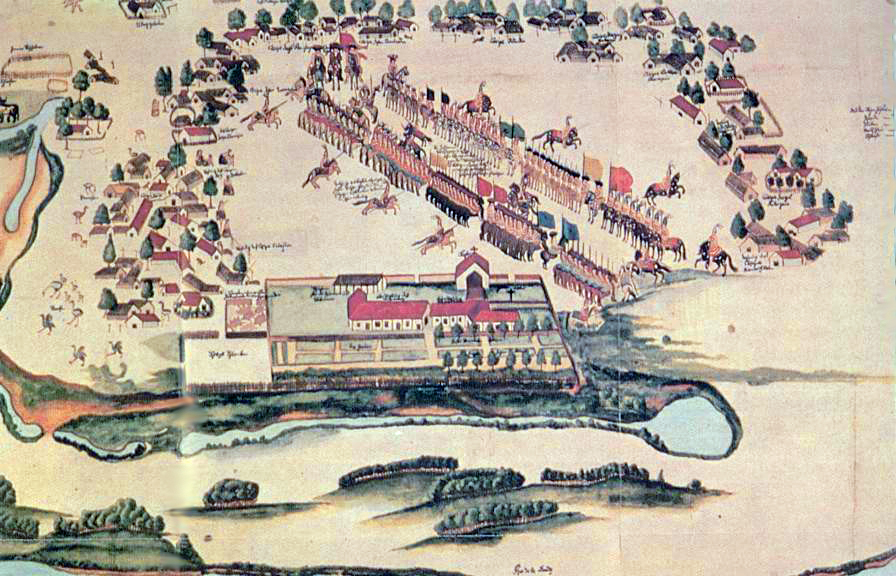
Milice indienne guaranie levée pour protéger une réduction jésuite au Paraguay, seconde moitié du XVIIIe s.

Les missions jésuites en Amérique latine ont été très controversées en Europe, en particulier en Espagne et au Portugal, où elles étaient perçues comme une ingérence dans les entreprises coloniales des gouvernements royaux. Les jésuites étaient souvent les seuls à s'interposer entre les Amérindiens et l'esclavage. Ensemble dans toute l'Amérique du Sud, mais surtout dans l'actuel Brésil et le Paraguay ils ont formé des villes-états de chrétiens amérindiens, appelées « réductions » (Reducciones espagnol, portugais Reduções). C'étaient des sociétés créées selon un modèle théocratique idéalisé. C'est en partie parce que les jésuites, tels qu'Antonio Ruiz de Montoya, ont protégé les indigènes (que certains colonisateurs espagnols et portugais voulaient asservir) que la Compagnie de Jésus a été supprimée[réf. nécessaire].
Des prêtres jésuites, tels que Manuel da Nóbrega et José de Anchieta, fondent plusieurs villes au Brésil au XVIe siècle, notamment São Paulo et Rio de Janeiro. Ils jouent un rôle influent dans la pacification, la conversion et l'éducation des nations indiennes.
Les réductions jésuite sont une version particulière de la stratégie catholique générale de christianisation des autochtones. Les réductions ont été créées par l’ordre des jésuites en Amérique du Sud, dans des zones habitées par les peuples Tupi-Guarani, ce qui correspond généralement au Paraguay des temps modernes. Les réductions ultérieures ont été étendues à une partie des territoires de l'Argentine, du Brésil, de la Bolivie et de l'Uruguay.
Dans ces régions, les réductions des jésuites étaient différentes de celles des autres régions, car les Indiens devaient adopter le christianisme, mais pas la culture européenne. Sous la direction jésuite des Indiens par le relais de caciques (chefs indiens) dociles, les réductions ont atteint un haut degré d'autonomie au sein des empires coloniaux espagnol et portugais. Avec l'utilisation de la main-d'œuvre indienne, les réductions ont eu un succès économique. Lorsque leur existence a été menacée par les incursions de marchands d'esclaves Bandeirante, des milices indiennes ont été créées pour lutter efficacement contre les colons. La résistance des réductions jésuites aux raids d'esclaves, ainsi que leur degré élevé d'autonomie et leur succès économique, ont été cités comme facteurs ayant contribué à l'expulsion des jésuites des Amériques en 1767 Les réductions jésuites constituent un chapitre controversé de l’histoire évangélisatrice des Amériques et sont décrites de diverses manières comme des utopies de la jungle ou des régimes théocratiques de terreur.

### Assimilation et métissage

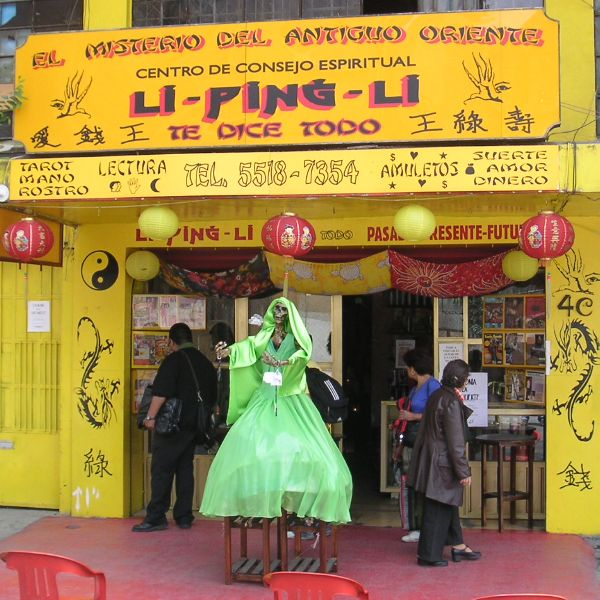
Une figure grandeur nature de "Santa Muerte" se tient devant la vitrine d’un diseur de bonne aventure dans le quartier chinois de Mexico.

La conquête fut immédiatement accompagnée d'évangélisation et de nouvelles formes locales de catholicisme apparurent. La Vierge de Guadalupe est l’une des images religieuses les plus anciennes du Mexique et aurait paru à Juan Diego Cuauhtlatoatzin en 1531. La nouvelle de l'apparition de 1534 sur la colline de Tepeyac se répand rapidement au Mexique ; et dans les années qui suivent, plusieurs millions d'Indiens se seraient convertis à la religion catholique. 
Guadalupe est souvent considérée comme un mélange de cultures qui forment le Mexique, tant sur le plan racial que religieux. Guadalupe est parfois appelée le « premier métis » ou le « premier Mexicain ». Mary O'Connor écrit que Guadalupe « rassemble [des] personnes appartenant à des héritages culturels distincts, tout en affirmant leur distinction ».
Selon une théorie, la Vierge de Guadalupe aurait été présentée aux Aztèques comme une sorte de Tonantzin christianisé, nécessaire pour que les ecclésiastiques convertissent les autochtones à leur foi. Jacques Lafaye écrit dans Quetzalcoatl et Guadalupe « que les chrétiens ont construit leurs premières églises avec les décombres et les colonnes des anciens temples païens, ils souvent emprunté les coutumes païennes pour leurs propres fins de culte ».
Le même phénomène se produit en 1586 en Colombie (Nouvelle-Grenade) où un jeune Indien aveugle aurait recouvré la vue devant un vieux tableau de la Sainte Vierge qui retrouve immédiatement ses couleurs : le lieu de ce miracle devient l'important sanctuaire de Notre-Dame de Chiquinquirá. De telles vierges sont apparues dans la plupart des autres pays évangélisés, mêlant le catholicisme aux coutumes locales. La basilique Notre-Dame de Copacabana été construite au XVIe siècle,en Bolivie, près de l'Isla del Sol, où le Dieu Soleil serait né, pour commémorer l'apparition de la Vierge de Copacabana. 
À Cuba, l'implantation du catholicisme est lente avec 14 prêtres en 1536 et ne peut empêcher l'extinction rapide de la population autochtone mais le christianisme s'enracine avec la découverte par trois pêcheurs d'une image de la Vierge de Charité à El Cobre, près de Santiago de Cuba, au début du XVIIe siècle : elle devient une figure majeure du culte afro-cubain de la Santeria. Au Brésil, Notre-Dame d'Aparecida est déclarée en 1929 sainte patronne officielle du pays par le pape Pie XI. En Argentine, il y a Notre-Dame de Luján. Dans d’autres cas, l’apparition de la Vierge a été signalée par une personne autochtone, par exemple la Notre-Dame des Anges au Costa Rica.
Les Indiens du Mexique adoptent les jeux scéniques de Moros y Cristianos, fêtes mi-religieuses, mi-guerrières qui célèbrent les combats de la Reconquista. L'influence du catholicisme de la Contre-Réforme dans les colonies ibériques se manifeste aussi par la profusion de formes et de couleurs de l'art baroque, prolongeant dans une certaine mesure celui des cultures indigènes, avec une large utilisation des matériaux précieux : or, argent, bois tropicaux, colorants, maniés avec dextérité par des ouvriers indiens ou noirs. La richesse iconographique de l'art ibéro-américain contraste avec l'austérité du protestantisme anglais et hollandais porté par d'autres colonisateurs.

## L'Église après les indépendances

### Une Église au statut contesté

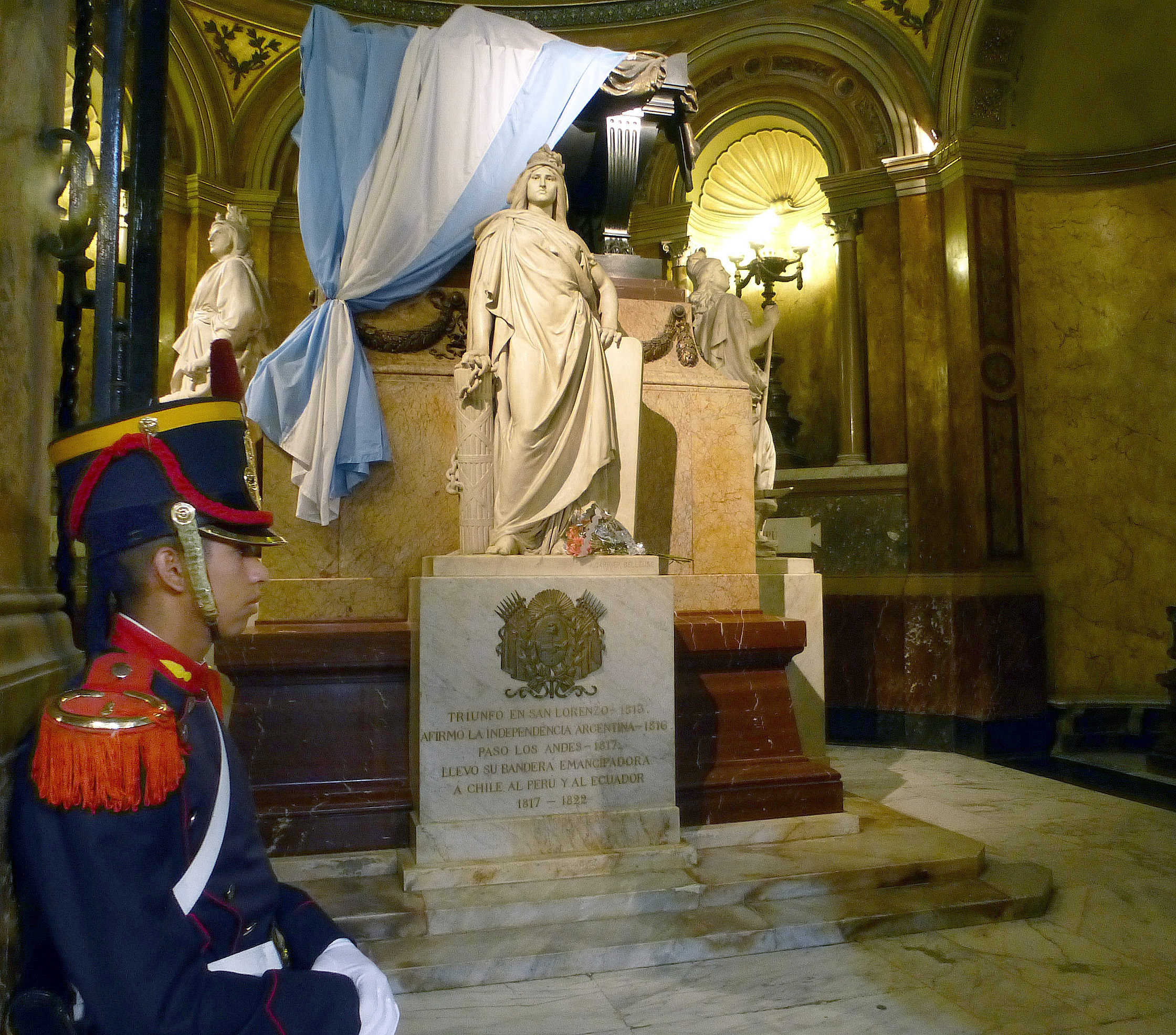
Mausolée du libertador José de San Martín (1778-1850) dans la cathédrale métropolitaine de Buenos Aires.

Pendant les guerres d'indépendance hispano-américaines , les libertadores se montrent presque aussi religieux que les conquistadors du temps de la conquête et cherchent à utiliser pour leur cause la puissance symbolique du culte catholique. Simon Bolivar se serait rendu trois fois à la Basilique Notre-Dame-du-Rosaire de Chiquinquirá et proclame la Vierge « reine de l'armée de libération ». En 1829, le Congrès de la Grande Colombie obtient de la papauté de faire de Notre-Dame de Chiquinquirá la sainte patronne du nouvel État. 
Ce n'est qu'au XIXe sièclee, après l'effondrement de la plupart des colonies espagnoles et portugaises, que le Vatican a pu prendre en charge les activités des missionnaires catholiques par le biais de son organisation Propaganda Fide[réf. incomplète]. Dans un défi à la politique espagnole et portugaise, le pape Grégoire XVI commence à nommer ses propres candidats évêques dans les colonies, condamne l'esclavage et la traite des esclaves dans la bulle papale de 1839, In supremo apostolatus, et approuve l'ordination de clergé autochtone malgré le racisme gouvernemental.
La lenteur à embrasser la liberté religieuse en Amérique latine est liée à son héritage colonial et à son histoire postcoloniale. Les Aztèques et les Incas ont tous deux largement utilisé la religion pour soutenir leur autorité et leur pouvoir. Ce rôle préexistant de la religion dans la culture précolombienne rendait relativement facile pour les conquistadors espagnols de remplacer les structures religieuses autochtones par celles d'un catholicisme étroitement lié au trône espagnol.

### Anticléricalisme et persécutions
Pendant la majeure partie de l'histoire de l'Amérique latine postcoloniale, les droits religieux ont été régulièrement violés et, encore aujourd'hui, des tensions et des conflits persistent dans le domaine de la religion. Les droits de l'homme religieux, au sens de liberté d'exercer et de pratiquer sa religion, sont aujourd'hui presque universellement garantis par les lois et constitutions de l'Amérique latine, bien qu'ils ne soient pas universellement respectés dans la pratique. En outre, il a fallu beaucoup plus de temps à l'Amérique latine pour adopter la liberté de religion en théorie et en pratique, et l'habitude de respecter ces droits ne s'est que progressivement développée.
L'anticléricalisme fait partie intégrante du libéralisme du XIXe siècle en Amérique latine. Cet anticléricalisme repose sur l'idée que le clergé (en particulier les prélats qui dirigent les bureaux administratifs de l'Église) entrave le progrès social dans des domaines tels que l'éducation publique et le développement économique. L'Église catholique est alors l'un des plus grands groupes de propriétaires terriens dans la plupart des pays d'Amérique latine, ce qui la rend plutôt conservatrice sur le plan politique.
À partir des années 1820, une série de régimes libéraux arrivent au pouvoir en Amérique latine. Certains membres de ces régimes libéraux ont cherché à imiter l'Espagne des années 1830 (et la France révolutionnaire un demi-siècle plus tôt) en expropriant les richesses de l'Église catholique et en imitant les despotes éclairés du XVIIIe siècle en restreignant ou en interdisant les instituts religieux. En conséquence, un certain nombre de ces régimes libéraux ont exproprié des biens de l'Église et tenté de soumettre l'éducation, le mariage et l'inhumation à une autorité laïque. La confiscation des biens de l'Église et les modifications apportées à l'étendue des libertés religieuses (en général, renforcement des droits des non-catholiques et des catholiques non pratiquants, tout en autorisant ou interdisant les instituts) ont généralement accompagné des réformes gouvernementales laïques et plus tard à tendances marxistes.

### Mexique
La Constitution mexicaine de 1824 avait imposé à la République d'interdire l'exercice de toute religion autre que la religion catholique et apostolique. La Constitution de 1857 a conservé de nombreux privilèges et revenus de l'époque coloniale de l'Église catholique romaine, mais contrairement à la constitution antérieure, elle ne prévoit pas que l'Église catholique soit la religion exclusive de la nation et restreint fortement le droit de propriété de l'Église. Ces réformes sont inacceptables pour les dirigeants du clergé et les conservateurs. Le président Ignacio Comonfort et des membres de son administration sont excommuniés et une révolte a ensuite été déclarée.

#### Guerre de Réforme
À partir de 1855, le président Benito Juárez, soutenu par les États-Unis, promulgue des décrets visant à nationaliser les biens des églises, à séparer les églises et les États et à supprimer les instituts religieux. Les biens de l'église sont confisqués et les droits civils et politiques fondamentaux refusés aux instituts religieux et au clergé. 
Les premières lois de réforme libérales sont adoptées en 1855. La loi Juárez, qui tire son nom de Benito Juárez, restreint les privilèges cléricaux, en particulier l’autorité des tribunaux ecclésiastiques en les soumettant au droit civil. Il a été conçu comme une mesure modérée, plutôt que d'abolir les tribunaux d'église. Cependant, le mouvement a ouvert des divisions latentes dans le pays. L'archevêque Lázaro de la Garza, à Mexico, a condamné la loi comme une attaque contre l'Église elle-même, et des religieux se sont révoltés dans la ville de Puebla en 1855-56. D'autres lois attaquent les privilèges dont jouissaient traditionnellement les militaires, ce qui était important puisque l'armée avait joué un rôle déterminant dans la mise en place et le maintien en place de gouvernements mexicains depuis l'empereur Agustín de Iturbide dans les années 1820.
La première loi de réforme s'appelle la loi Lerdo, d'après Miguel Lerdo de Tejada. En vertu de cette nouvelle loi, le gouvernement commence à confisquer les terres de l'Église. Cela s'est avéré être beaucoup plus controversé que la loi Juárez. Le but de la loi était de convertir les terres détenues par des personnes morales telles que l’Église en propriété privée, en faveur de ceux qui y vivaient déjà. On pensait que cela encouragerait le développement et que le gouvernement pourrait générer des revenus en taxant le processus. Lerdo de Tejada était le ministre des Finances et demandait à l'Église de vendre une grande partie de ses terres urbaines et rurales à des prix réduits. Si l'Église ne s'y conformait pas, le gouvernement organiserait des enchères publiques. La loi stipulait également que l'Église ne pourrait pas acquérir des biens à l'avenir. Cependant, la loi de Lerdo ne s'appliquait pas uniquement à l'Église. Il a déclaré qu'aucune personne morale ne pouvait posséder de terres. Au sens large, cela comprendrait les ejidos, ou terres communales appartenant à des villages indiens. Initialement, ces ejidos étaient exemptés de la loi, mais ces communautés indiennes ont finalement subi des pertes considérables en terres.
En 1857, d'autres lois anticléricales, telles que la loi Iglesias (nommée d'après son promoteur José María Iglesias), réglementent la collecte des honoraires de bureau auprès des pauvres et empêchent les clercs de demander des baptêmes, des mariages ou des funérailles. Le mariage devient un contrat civil, bien qu'aucune disposition relative au divorce n'ait été autorisée. Le registre des naissances, des mariages et des décès devient une affaire civile, le président Benito Juárez enregistrant son fils nouveau-né à Veracruz. Le nombre de fêtes religieuses est réduit et plusieurs fêtes commémorant des événements nationaux sont introduites. Les fêtes religieuses en dehors des églises sont interdites, les cloches des églises supprimées et les tenues cléricales interdites en public.
Une autre loi de réforme importante est la loi sur la nationalisation des propriétés ecclésiastiques qui finira par laïciser la quasi-totalité des monastères et couvents du pays. Le gouvernement espérait que cette loi générerait des revenus suffisants pour garantir un prêt des États-Unis mais les ventes sont décevantes dès le moment de son adoption jusqu'au début du XXe siècle.
Les conservateurs mexicains font appel aux puissances européennes : Napoléon III envoie à leur aide un corps expéditionnaire français et, en 1863, ils proclament empereur du Mexique l'archiduc autrichien Maximilien. Avant son embarquement pour le Mexique, Maximilien rencontre le pape Pie IX. L'archiduc affiche des intentions libérales et se dit prêt à respecter la Constitution mexicaine, à quoi le pape, songeant aux biens confisqués au clergé, répond : « Mon fils, les droits des peuples sont grands et il faut y satisfaire, mais les droits de l'Église sont incomparablement plus vénérables ». Mais Juárez, replié dans le nord du pays, mène une guerre acharnée contre les Français qui finissent par se retirer : Maximilien est fusillé par les juaristes le 19 juin 1867.
L'Église soutient le régime du successeur de Juárez, Porfirio Díaz : sa présidence, de 1884 à 1911, est marquée par de nombreuses constructions d'églises. Le Mexique compte alors 4 facultés catholiques et 28 évêchés. Díaz maintient cependant les dispositions laïques de la Constitution de 1857. 

#### Guerre civile et révolte des Cristeros

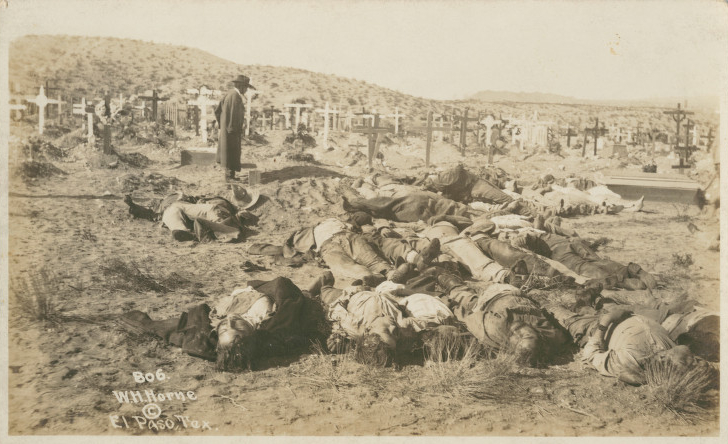
Corps déposés dans un cimetière pendant la révolution mexicaine en 1913.

La chute de Porfirio Díaz en 1911 ouvre une nouvelle période d'instabilité. Le Parti catholique national et l'Église s'opposent à son successeur Francisco Madero qui meurt assassiné. Le coup d'État du général Victoriano Huerta est appuyé par le parti catholique : il est renversé en 1914 par une nouvelle révolution. Le Congrès constituant de 1916-1917 exclut tous les partis à consonance religieuse. Le gouvernement issu de la révolution multiplie les mesures anticléricales . La Constitution de 1917 refuse la personnalité juridique aux Églises et retire leurs droits civiques aux prêtres. Le gouvernement de Plutarco Elías Calles tente de créer une Église schismatique, ce qui amène l'Église régulière, en juillet 1926, à suspendre le culte public. Calles réagit en interdisant le culte à partir du 1er août 1926. Il s'ensuit une vaste révolte paysanne, la guerre des Cristeros, allant du plateau central jusqu'au Tabasco au sud-est, faiblement organisée mais qui tient en échec les forces fédérales pendant trois ans. L'historiographie laïque voit dans ce conflit, qui fait des centaines de milliers de victimes, un mouvement fomenté par le clergé et les grands propriétaires pour s'opposer à la réforme agraire. Il prend fin avec la signature d'un accord, le 21 juin 1929, entre le gouvernement et le clergé par la médiation de l'ambassadeur des États-Unis, mettant fin aux restrictions du culte.
Les effets de la guerre sur l'Église ont été profonds. Entre 1926 et 1934, au moins 40 prêtres ont été tués. Entre 1926 et 1934, plus de 3 000 prêtres ont été exilés ou assassinés,. Avant la rébellion, 4 500 prêtres servaient le peuple avant d'être rebelles. En 1934, il n'y avait que 334 prêtres autorisés par le gouvernement à desservir 15 millions de personnes,. Il semble que dix États aient été laissés sans prêtres.
Par la suite, aussi bien la classe politique que le clergé imposent le silence sur ce conflit qui tombe pratiquement dans l'oubli jusqu'aux travaux de l'historien français Jean Meyer dans les années 1970.
Le régime du Parti révolutionnaire institutionnel, au pouvoir sans interruption jusqu'en 2000, maintient le caractère laïc des institutions tout en tolérant une certaine présence de l'Église dans l'éducation. La réforme constitutionnelle de 1992 accepte de reconnaître la personnalité juridique des Églises. 

#### Visites pontificales
Le pape Jean-Paul II, connu comme le premier pape à fréquemment voyager, fait un pèlerinage dans les Amériques dans l’esprit d’une « reconquête ». Au cours de la visite du pape dans les Amériques, il met l’accent sur le Mexique, un pont entre les différentes nations, car la majorité ne sera bientôt plus catholique. Il veut décourager les catholiques des autres religions ou de la laïcisation croissante. Lors du quatrième voyage du pape au Mexique, il présente les conclusions du synode de novembre 1997 sur « l’Amérique » ; il publiera à la suite la lettre apostolique Ecclesia in America (es). Le Vatican considère l’Amérique du Nord comme un élément crucial de l’Église catholique, car c’est la superpuissance mondiale composée de la culture internationale de masse et d’un grand nombre de catholiques. Dans l’espoir de renverser les problèmes culturels des États-Unis tout en conservant les catholiques actuels, l’Église catholique envoie ce que beaucoup considèrent comme des signaux confus. Il utilise le marketing de masse moderne dans le cadre d’une campagne publicitaire faisant la promotion des visites du pape, tout en condamnant une grande partie de la société moderne. La communication de masse entre l’Église catholique et l’Amérique du Nord par le biais d’une intense publicité est symptomatique des difficultés qu’elle traverse vis à vis de la pensée laïque et de la mesure dans laquelle elle est disposée à diffuser la parole du Christ sous une forme moderne.

### Brésil

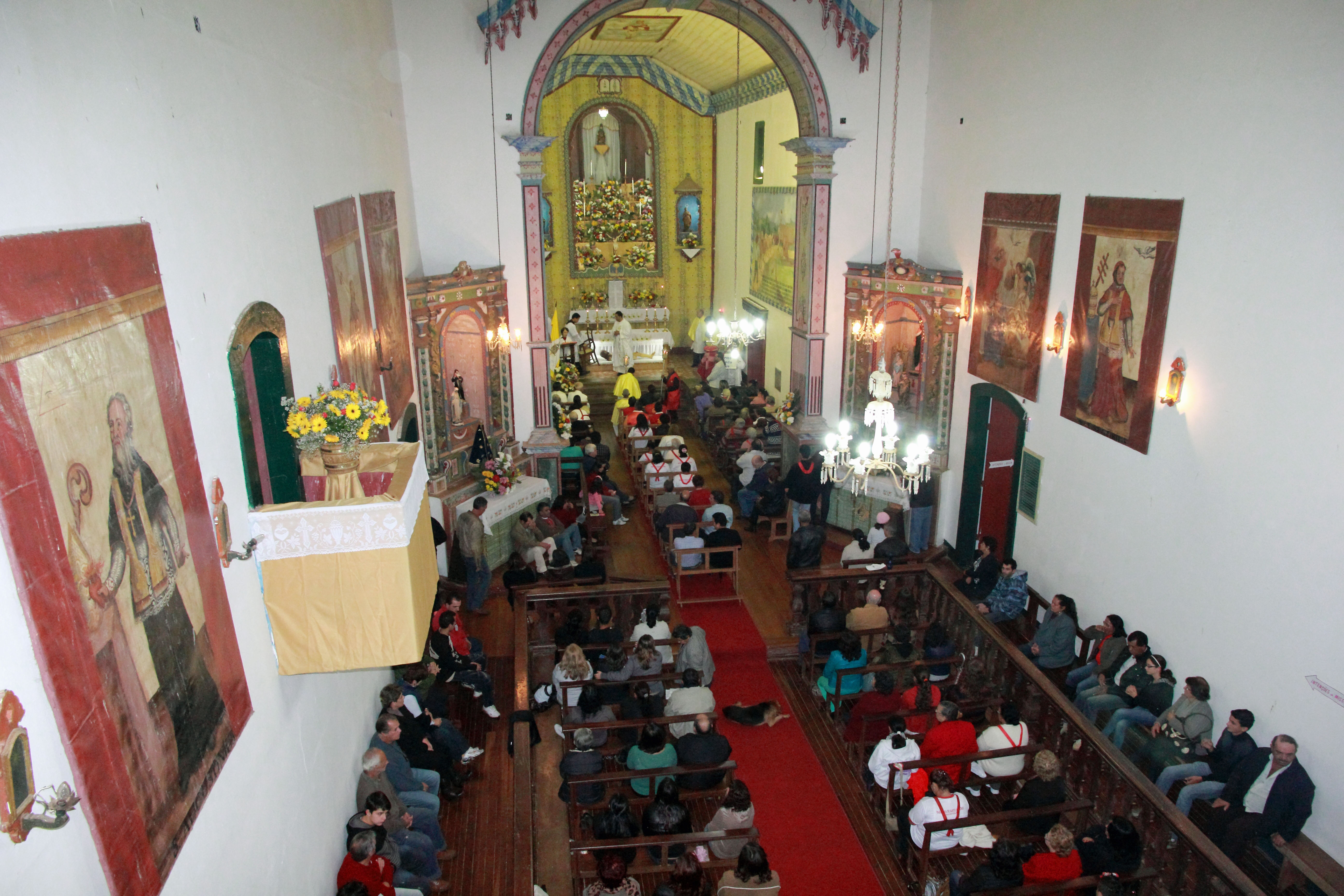
Église de la Sainte Trinité à Tiradentes (Minas Gerais) en 2013.

Le catholicisme au Brésil est d'abord introduit par des petits groupes de colons qui amènent leurs traditions locales : ainsi, à Iguape près de São Paulo, le culte du « Bon Jésus » est introduit par des colons venus des Açores ; leur pratique s'enracine avec la découverte en 1647 d'une image sacrée du Bon Jésus qui n'a pas l'aspect habituel du Crucifié mais celle du Christ flagellé, ce qui est conforme au modèle açorien. Le pèlerinage local, fréquenté surtout par des Paulistes de condition modeste, périclite jusqu'à sa reprise au milieu du XXe siècle par des religieux allemands de la Société du Verbe Divin. Le catholicisme se veut une religion universelle, valable pour toutes les nations, aussi bien pour les conquérants que pour les vaincus et captifs. L'histoire religieuse et sociale du Brésil est surtout marqué par la pratique de l'esclavage, d'abord au détriment des Amérindiens capturés dans l'intérieur du pays par les bandeirantes (chasseurs d'esclaves) puis des Africains amenés par la traite atlantique. Dès 1583, un manuel des jésuites pose la question : « Est-ce qu'un Indien ou une Indienne se confessera ou se mariera avec des fers et des chaînes ? - Réponse : Affirmatif. » L'Église, seule habilitée à délivrer le sacrement de mariage, en fait un puisant instrument de contrôle aussi bien sur la société des colons blancs que sur les Indiens et les esclaves. En 1585, une bulle de Grégoire XIII fixe les règles du remariage chez les captifs importés de l'Éthiopie, de l'Angola et du Brésil. Le modèle grégorien du mariage monogame, indissoluble et non consanguin a du mal à s'imposer et la christianisation s'accompagne de concessions aux pratiques locales : ainsi, les jésuites encouragent le « mariage naturel » entre oncle maternel et nièce, prohibé par l'Église mais traditionnel chez les Indiens Tupi-Guarani, puis, après le baptême des époux, demandent pour eux une dispense papale.
L'indépendance du pays n'a pas entraîné, comme dans les pays hispaniques, de vagues massives d'anticléricalisme. La Constitution de la Première République, en 1891, sécularise les biens du clergé sans susciter d'opposition majeure. La vie religieuse se manifeste souvent par des cultes populaires échappant à la hiérarchie ecclésiastique : candomblé des Afro-Brésiliens, petits autels de campagne, saints et prophètes non validés par le clergé. L'anarchisme au Brésil, violemment anticlérical, n'est pourtant pas athée et se réclame du christianisme primitif ; Everardo Dias (pt) (1886-1966) va jusqu'à dire que « Jésus était un anarchiste ».

### Colombie

#### Entre conservateurs et libéraux

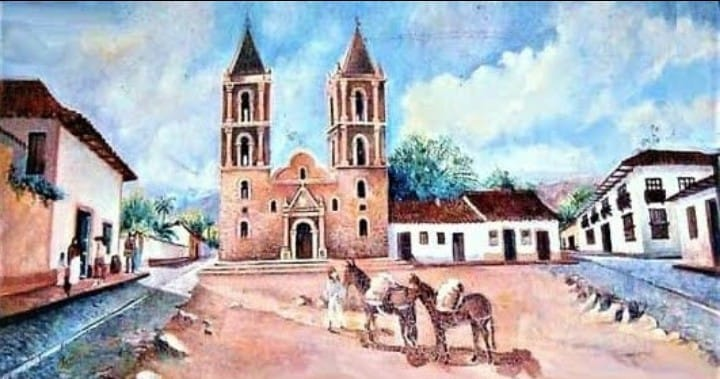
Église du Congrès à Villa del Rosario, siège du premier congrès indépendantiste en 1821, peinture anonyme.

Pendant les guerres d'indépendance, le clergé créole se rallie massivement à la cause de la Grande Colombie même si quelques clercs royalistes partent vers l'Espagne. La Constitution de 1821 établit que « la religion catholique a été, est et sera la Religion de l'État ». Francisco de Paula Santander, principal dirigeant indépendantiste, s'oppose aux mesures anticléricales malgré ses convictions libérales car il craint que le peuple ne les comprenne pas. Cependant, il libéralise l'enseignement en y introduisant la méthode de Lancaster, abolit l'aumônerie militaire, sécularise quelques couvents et favorise la diffusion d'auteurs mis à l'Index.
Dans la politique colombienne, les conservateurs sont traditionnellement proches du clergé et les libéraux anticléricaux. Les premiers dominent la vie politique jusqu'aux années 1840. La présidence de José Hilario López, de 1849 à 1853, amène les premières lois anticléricales : abolition des tribunaux ecclésiastiques et de la dîme, contrôle de l'État sur les fonds du culte, élection des curés de paroisse par le conseil municipal, expulsion des jésuites (déjà interdits par Charles III en 1767 et qui avaient obtenu leur retour en 1844). Son successeur José María Obando proclame en 1855 la séparation de l'Église et de l'État. La Loi sur la liberté religieuse de 1855 rend obligatoire le mariage civil, légalise le divorce et déclare que le pays n'a pas de religion officielle. Dans la deuxième moitié du XIXe siècle, le clergé dénonce comme un péché mortel le simple fait d'appartenir au Parti libéral. Cependant, les révoltes de 1876 et 1885 amènent le rétablissement d'un certain nombre de privilèges ecclésiastiques reconnus par le Concordat de 1887. La Constitution de 1886 précise que « l'Église catholique, apostolique et romaine est celle de la Nation » mais que l'Église « gardera son indépendance ». Le Concordat stipule que l'éducation publique sera en concordance avec la religion catholique : l'évêque peut demander la fermeture d'un cours qui contredirait sa doctrine. Les évêques seront nommés par le Saint Siège mais le président de la République pourra récuser un candidat pour des motifs d'ordre civil ou politique. Le mariage religieux sera seul valable pour les catholiques. 

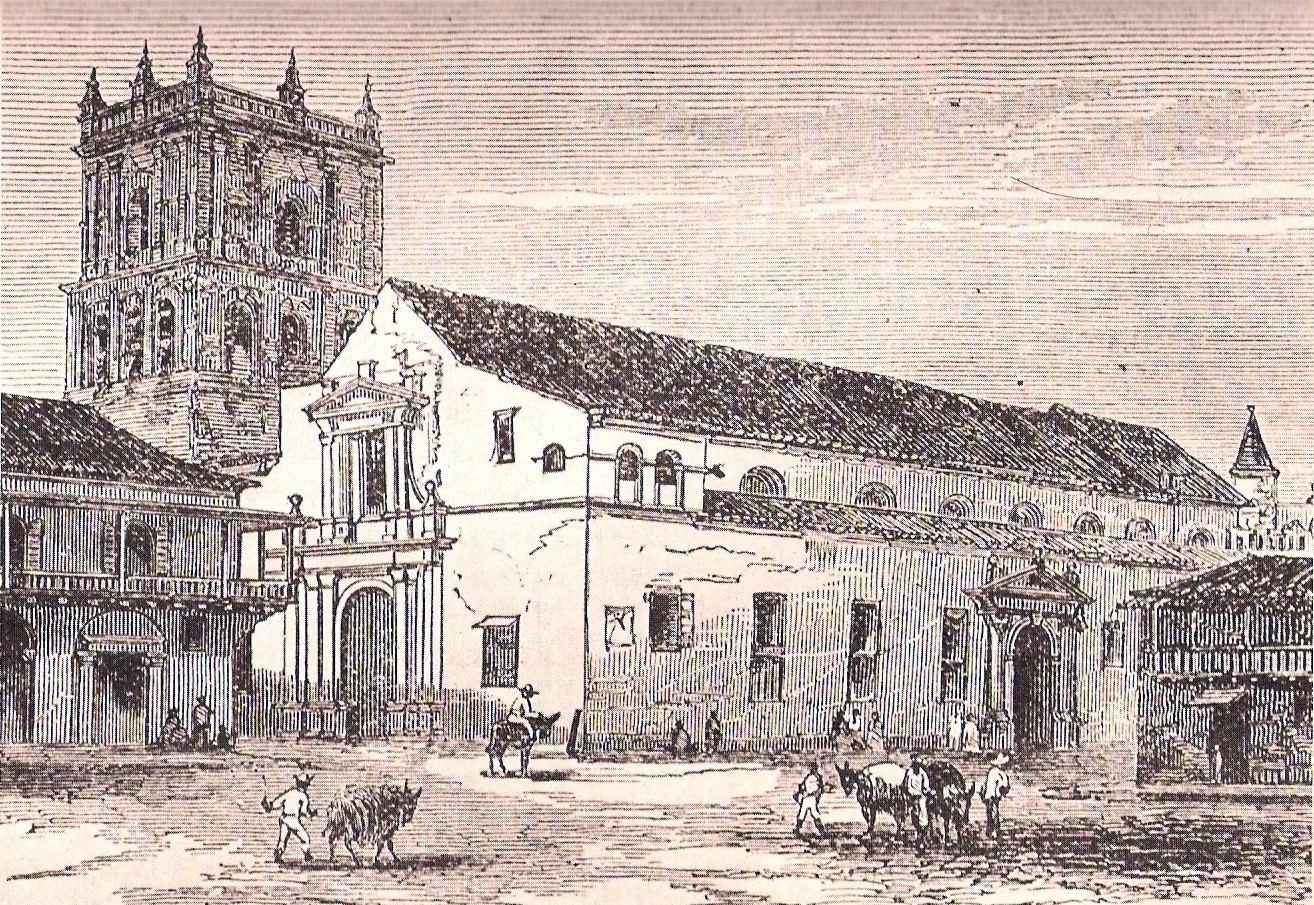
Cathédrale de Carthagène des Indes, gravure de 1871.

En 1930, l'élection du président libéral Enrique Olaya Herrera après un demi-siècle de pouvoir conservateur provoque des polémiques extrêmement vives, chaque parti cultivant une théorie du complot où les conservateurs dénoncent les francs-maçons tandis que les libéraux, presque dans les mêmes termes, s'en prennent aux jésuites. Cette rhétorique se prolonge pendant toute la période de la République libérale, de 1930 à 1946, et débouche sur une guerre civile, de 1946 à 1964, désignée comme 
La Violencia. Les libéraux anticléricaux, soutenant que l'Église et son retard intellectuel étaient responsables du manque de progrès spirituel et matériel de la Colombie, font adopter d'une législation visant à mettre fin à l'influence de l'Église dans les écoles publiques. Les gouvernements locaux, départementaux et nationaux sous contrôle libéral mettent mis fin aux contrats conclus avec les communautés religieuses qui exploitaient des écoles dans des bâtiments appartenant au gouvernement : des écoles laïques sont créées à leur place. Ces actions sont parfois violentes et rencontrent une forte opposition de la part de religieux, de conservateurs et même d’un bon nombre de libéraux plus modérés[réf. nécessaire].

#### Entre violence et liberté religieuse
La Violencia fait référence à une période de conflit civil dans divers secteurs de la campagne colombienne entre partisans du Parti libéral colombien et du Parti conservateur colombien, conflit qui s'est déroulé à peu près de 1948 à 1958,,,.
Partout dans le pays, des militants ont attaqué des églises, des couvents et des monastères, tuant des prêtres et cherchant des armes, car une théorie du complot affirmait que les religieux avaient des armes à feu, et ce malgré le fait qu'aucune arme utilisable ne se trouvait dans les raids[réf. incomplète].
Dans les années 1960, le prêtre Camilo Torres Restrepo devient un chef de file de la contestation. Il quitte en 1964 ses fonctions d'aumônier de l'Université nationale pour s'adresser directement aux masses : il appelle à la justice sociale, au partage des grands domaines, à la nationalisation des ressources du sous-sol, au rejet du joug des États-Unis. Très populaire, il est désavoué par la hiérarchie. Il rejoint la guérilla de l'ELN car, dit-il, « le peuple ne croit plus aux élections ». Il est tué dans un affrontement avec l'armée le 15 février 1966.

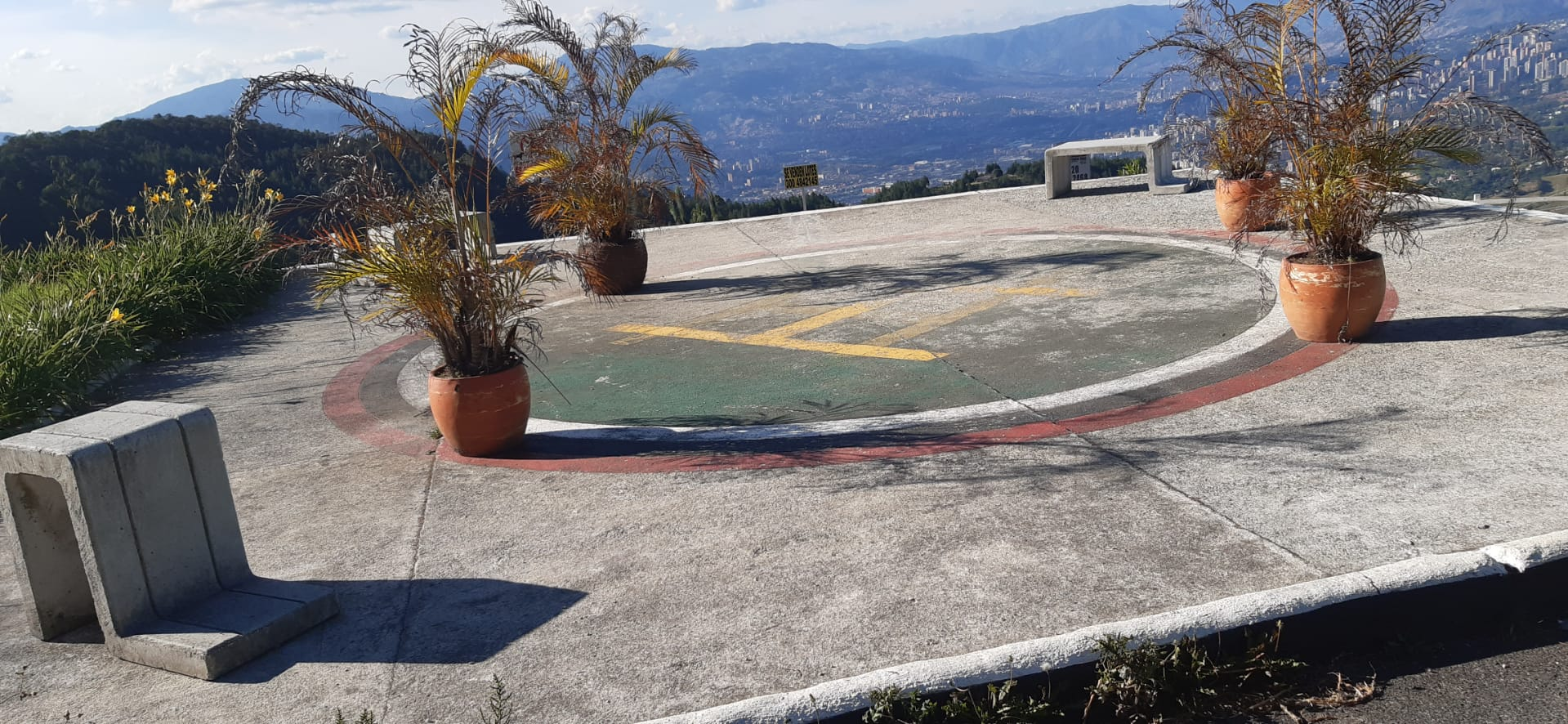
Piste d'hélicoptères de la « Cathédrale », ancienne prison de Pablo Escobar, dominant la ville de Medellín, 2019.

La Constitution colombienne de 1991 abolit ce qui restait du statut privilégié du catholicisme. Elle fait référence à Dieu mais non à une confession particulière. Elle autorise explicitement le prosélytisme et le refus de l'enseignement d'une religion à l'école. En compensation, elle supprime l'interdiction faite aux prêtres d'exercer des charges publiques et, aux élections municipales, plusieurs sont élus maires de grandes villes. L'Église apparaît dans les sondages comme l'institution la plus digne de confiance, elle joue un rôle actif dans la défense des droits de l'homme et dans les pourparlers de paix entre le gouvernement et la guérilla. 
Pablo Escobar, parrain criminel de la cocaïne et chef du puissant cartel de Medellín, tué par la police en 1993, était connu comme un protecteur civil et religieux sa ville de Medellín qui, avec 2 millions d'habitants, compte le plus grand nombre d'églises de tout le pays. En septembre 2017, alors que la violence des gangs est loin d'avoir disparu, le pape François se rend à Medellín pour prêcher la paix et la réconciliation. La prison de luxe où avait résidé Pablo Escobar, surnommée « la Cathédrale », est convertie en église et centre religieux en 2007.

### Équateur
La tension entre les autorités civiles et les autorités cléricales a dominé l'histoire de l'Équateur pendant une grande partie du 19e siècle et du début du XXe siècle. Cette question était l’une des bases du différend durable entre les conservateurs, qui défendaient principalement les intérêts de la Sierra et de l’église, et les libéraux, qui représentaient ceux de la costa et de l’anticléricalisme.

### Argentine
La Constitution argentine de 1853 révisée en 1860 prévoit que le Congrès national devait « pourvoir à la sécurité des frontières, maintenir des relations pacifiques avec les Indiens et favoriser leur conversion au catholicisme ».
L'Église catholique en Argentine, de forte tradition antilibérale, a bénéficié de l'échec du libéralisme politique dans les années 1920 pour occuper une position majeure dans le champ social à côté des partis politiques (radicalisme puis péronisme) et des syndicats. Dans la seconde moitié du XXe siècle, on peut y distinguer trois grandes tendances. Une fraction ultraconservatrice et antidémocratique, étroitement liée aux Forces armées argentines, a soutenu les coups d'État militaires et encouragé la guerre des Malouines. Un courant majoritaire et dominant dans la hiérarchie, moins lié aux militaires, identifie volontiers le catholicisme à l'identité nationale et se méfie des « idéologies importées », franc-maçonnerie et libéralisme, utilitarisme anglo-saxon, marxisme. Un courant populiste non marxiste, proche du péronisme, est fortement implanté dans les classes populaires et les bidonvilles. Sous la dictature militaire de 1976-1983, une minorité restreinte mais active de prêtres et religieux s'est engagée dans la défense des droits de l'homme.
Les libéraux anticléricaux des années 1880 instaurent un nouveau modèle de relations Église-État dans lequel le statut constitutionnel officiel de l'Église est préservé tandis que l'État assume le contrôle de nombreuses fonctions qui relevaient autrefois de la compétence de l'Église. Les catholiques conservateurs, affirmant leur rôle de défenseurs des valeurs nationales et de la moralité, réagissent en partie en rejoignant le mouvement politico-religieux de droite connu sous le nom de nationalisme catholique, qui a formé des partis d’opposition successifs. Cela marque le début d'une longue période de conflit entre l'Église et l'État qui se prolonge jusqu'aux années 1940, date à laquelle l'Église bénéficie du rétablissement de son statut antérieur sous la présidence du colonel Juan Perón. Celui-ci affirme que le péronisme était « la véritable incarnation de l'enseignement social catholique » - plus encore l'incarnation du catholicisme que l'Église catholique elle-même [réf. nécessaire].
C'est seulement en 1954, après 9 ans de pouvoir, que Perón entre en conflit avec l'autorité de l'Église. La création du Parti démocrate-chrétien, en juillet 1954 et de plusieurs associations catholiques lui apparaît comme une menace pour son pouvoir. Sa rencontre avec le pasteur protestant Theodor Hicks, soupçonné de prosélytisme, provoque un concert de protestations, y compris des évêques et de la conférence épiscopale : le clergé rappelle que la réforme constitutionnelle de 1949 reconnaît le catholicisme comme religion d'État ; les évêques condamnent la propagation du protestantisme ainsi que du spiritisme. Le 10 novembre 1954, Perón, lors d'une conférence de presse, dénonce une « infiltration cléricale » et, sans rompre avec le catholicisme, rejette toute discrimination religieuse : « pour être peroniste nous ne demandons à personne quel est son Dieu ». Cette déclaration donne lieu à une vague d'anticléricalisme dans le peronisme. Perón menace l'Église de la destituer en lui retirant des fonctions essentielles, notamment l'enseignement de l'éducation religieuse dans les écoles publiques. Cette politique s'accompagne de destructions massives d'églises, de dénonciations du clergé et de confiscation d'écoles catholiques, tandis que Perón tente d'étendre le contrôle de l'État sur les institutions nationales. Cette rupture des relations entre l’Église et l’État entraîne l’excommunication de Perón qui, en septembre 1955, est renversé par le coup d'État civique, religieux et militaire du général Eduardo Lonardi.
En 1983, le président civil Raúl Alfonsín, de l'Union civique radicale tente de rétablir un État démocratique et laïc. Il se heurte à une forte opposition du haut clergé, attaché aux principes d'avant le concile de Vatican II, qui exige une amnistie pour les dirigeants de la junte militaire de 1976-1983 qualifiés de « vainqueurs d'une guerre juste contre le marxisme athée ». La Conférence épiscopale s'oppose également au vote d'une loi sur le divorce et menace d'excommunier les députés qui la voteraient.

### Cuba

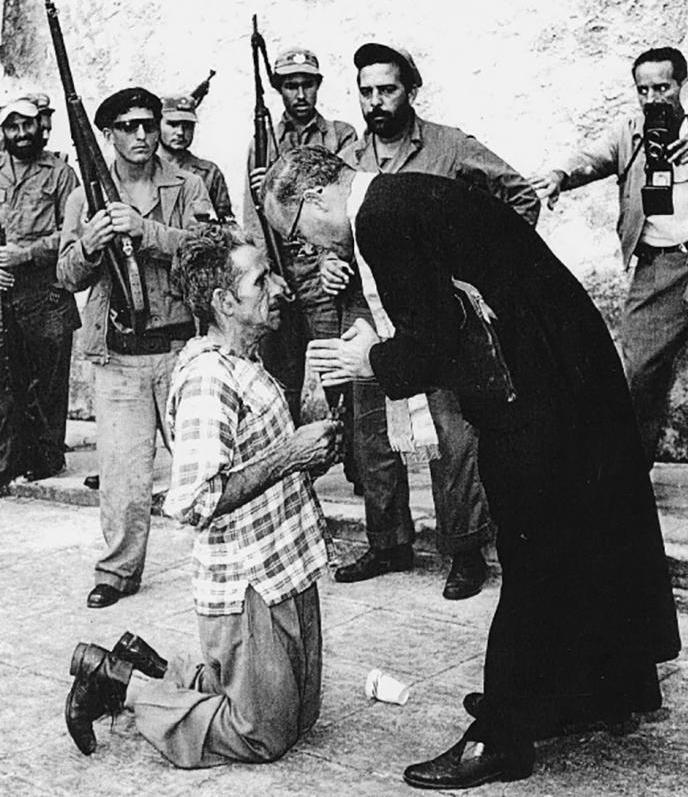
Un militaire de l'armée de Batista reçoit les derniers sacrements avant son exécution par les rebelles en 1960.

À Cuba comme ailleurs, jusqu'au XIXe siècle, l'Église est étroitement liée au pouvoir colonial, ici prolongé jusqu'en 1898. Ce sont pourtant des prêtres, José Agustín Caballero puis Félix Varela, qui portent les premières revendications d'autonomie de l'île. Le haut clergé reste attaché à la métropole et prend son parti lors des deux guerres d'indépendance en 1868-1878 et en 1895-1898.
La Constitution de 1901 proclame la séparation de l'Église et de l'État. Le catholicisme est confronté à la concurrence du protestantisme, favorisé par le protectorat américain, et des cultes afro-cubains. Ce n'est que dans les années 1930-1940 que le clergé commence à réoccuper le terrain social à travers l'Action catholique, les associations et l'enseignement. Sous la dictature de Fulgencio Batista, de 1952 à 1959, le haut clergé, une fois de plus, prend le parti du pouvoir en place alors que le bas clergé en vient à approuver le mouvement révolutionnaire.
La victoire des révolutionnaires conduits par Fidel Castro est d'abord accueillie favorablement ou au moins avec neutralité par le clergé. Mgr Enrique Pérez Serantes, archevêque de Santiago de Cuba, qui avait contribué à faire gracier Fidel Castro et ses compagnons après l'attaque de la caserne de Moncada en 1953, voit dans la victoire du mouvement l'action de la « divine Providence », mettant fin aux injustices sociales et à l'immoralité du régime de Batista. Cependant, les prêtres catholiques, dont beaucoup sont espagnols, s'inquiètent de l'évolution du régime vers le communisme et l'anticléricalisme. Le prêtre irlandais Bryan O. Walsh, persuadé que les communistes vont abolir les droits parentaux, organise l'opération Peter Pan qui évacue 14 000 enfants vers la Floride. En 1961, les lois anticléricales se multiplient, 131 prêtres et religieux espagnols sont expulsés, le nombre des prêtres tombe de 670 à 200, celui des religieux de 87 à 17 et celui des religieuses de 158 à 43. Pendant vingt ans, le catholicisme cubain vit dans l'isolement social et international : c'est « l’Église du silence » .
L’Église cubaine sort du silence à partir de 1986. Elle intègre les innovations du concile de Vatican II et encourage une évangélisation active en direction des non-croyants et des cultes afro-cubains, par la participation aux activités sociales et associations, sans exclure formellement le Parti communiste. La rencontre du prêtre brésilien Frei Betto, théologien de la libération, avec Fidel Castro en 1985 marque une étape dans la réconciliation. En 1991, le Parti communiste accepte l'adhésion des catholiques pratiquants. En 1993, la conférence épiscopale publie une lettre critiquant l'accaparement de l'espace public par l'idéologie officielle, l'omniprésence de la police politique et le nombre élevé de prisonniers d'opinion. Le Mouvement chrétien de libération, fondé en 1988, tient le rôle d'une opposition politique sans reconnaissance officielle.
Le régime veille à conserver des bonnes relations avec la papauté : en 1998, lors de sa visite de l'île, Jean-Paul II dénonce l'embargo des États-Unis contre Cuba. L'Église catholique coopère avec les nombreuses dénominations protestantes, politiquement peu revendicatives, dans le Conseil des Églises de Cuba (CIC). Depuis la mort de Fidel Castro, remplacé par son frère Raúl Castro, le régime montre quelques signes d'ouverture : le clergé est remonté à 350 prêtres et 600 religieuses en 2008.

## Nouvelles voies et nouveaux dangers

### Démocratie chrétienne

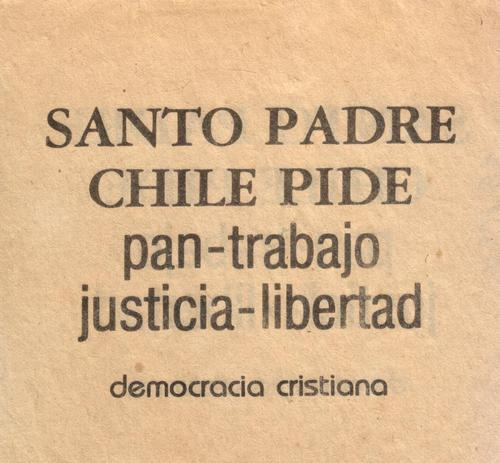
« Saint Père, le Chili demande : pain, travail, justice, liberté » : tract de la Démocratie chrétienne chilienne pour la visite de Jean-Paul II en 1987.

Le modèle politique de la démocratie chrétienne, se réclamant de l'encyclique Rerum Novarum (1891) qui encourage la participation des catholiques à la vie électorale, connaît des échos en Amérique latine comme la fondation de l'éphémère Parti catholique national (1911-1914) au Mexique. Influencé par le penseur français Jacques Maritain, le courant démocrate-chrétien se développe surtout pendant la période de la guerre froide dans une perspective de barrage ou de rivalité avec le communisme. La Déclaration de Montevideo d'avril 1947, qui fonde l'Organisation démocrate-chrétienne d'Amérique, condamne à la fois le capitalisme libéral et le collectivisme et donne un programme commun à plusieurs mouvements sur le continent dont certains arrivent au pouvoir : la Démocratie chrétienne chilienne avec Eduardo Frei Montalva en 1964 et le COPEI au Venezuela en 1969 avec Rafael Caldera. Tout en se disant non confessionnels et en se démarquant des anciennes formations conservatrices, ces partis sont efficacement soutenus par l'Église et par des associations catholiques. La  démocratie chrétienne a aussi eu une forte implantation au Salvador, au Guatemala et au Costa Rica. Soutenue par le Département d'État des États-Unis qui y voit un barrage contre le communisme, la démocratie chrétienne, dans les années 1980, évolue vers des positions socialement conservatrices : au Salvador, le gouvernement démocrate-chrétien de José Napoleón Duarte approuve les exactions de la junte  contre les paysans indiens malgré l'assassinat par les escadrons de la mort de l'évêque Óscar Romero.

### Théologie de la libération

« Quand je donne à manger aux pauvres, ils m'appellent un saint. Quand je demande pourquoi ils sont pauvres, ils m'appellent un communiste » - citation de l'évêque Hélder Câmara, 1909-1999.

Dans les années 1960, la conscience sociale croissante et la politisation dans l'Église latino-américaine donnent naissance à la théologie de la libération qui soutient ouvertement les mouvements anti-impérialistes. En 1968, l'Assemblée des épiscopats latino-américains, tenue à Medellín (Colombie) marque une prise de conscience d'un « christianisme populaire » en rupture avec le soutien traditionnel aux élites. Le Conseil épiscopal latino-américain (CELAM) s'ouvre à ce courant représentés par Helder Camara, évêque de Recife au Brésil, et par des groupes comme « Prêtres pour le Tiers Monde » en Argentine, « Prêtres pour l'Amérique latine » en Colombie, « Prêtres pour le peuple » au Mexique, « Chrétiens pour le socialisme » au Chili, « Église solidaire » au Pérou. Dans les années 1970, les jésuites deviennent l'un des principaux défenseurs de la théologie de la libération.
Le prêtre péruvien, Gustavo Gutiérrez, en devient le principal promoteur et, en 1979, la conférence des évêques du Mexique déclare officiellement « l'option préférentielle de l'Église latino-américaine pour les pauvres ». L'archevêque salvadorien Óscar Romero, partisan du mouvement, est devenu le plus célèbre martyr contemporain de la région en 1980, lorsqu'il a été assassiné en pleine messe par les paramilitaires liés au gouvernement. 
Cependant, le courant conservateur reprend le dessus au sein du CELAM dans les années 1980 sous la présidence d'Alfonso López Trujillo : il condamne sévèrement la théologie de la libération et le ralliement d'une partie du clergé nicaraguayen au sandinisme . Les papes Jean-Paul II et Benoît XVI (en tant que cardinal Ratzinger) ont dénoncé le mouvement. Le théologien brésilien Leonardo Boff a été condamné à deux reprises à cesser de publier et d'enseigner. Le pape Jean-Paul II, dans ses tournées en Amérique latine, affirme que l'Église, dans ses efforts pour défendre les pauvres, ne devait pas le faire en recourant à la violence ou à une politique partisane. II a été critiqué pour s’être montré sévère envers le clergé contestataire  tout en s’abstenant de toute condamnation de la répression militaire en Argentine et au Guatemala.

### Une culture religieuse en déclin
En Amérique latine aujourd'hui, l'Église est confrontée au défi du réveil pentecôtiste dans une grande partie de la région.
Par ailleurs, la pratique religieuse catholique ne cesse de diminuer. Selon une étude publiée en 2014 par l'institut Latinobarometro, la proportion de Latino-Américains se disant catholiques descend de 80% en 1995 à 67% en 2013. Elle est même inférieure à 50% dans plusieurs pays : Nicaragua, Honduras, Guatemala, Uruguay.